# Montaspre (Massís de Cardó)
El Montaspre és, amb 527,7 metres, el cim més alt de la Serra de Montaspre, al Massís de Cardó.
Aquest cim està inclòs al llistat dels 100 cims de la FEEC